# つつじが丘 (各務原市)
つつじが丘（つつじがおか）は、岐阜県各務原市の地名。現行行政町名はつつじが丘一丁目からつつじが丘八丁目。
ここではつつじが丘の北にある、地名としての八木山についても記述する。

## 地理
各務原市の東部の鵜沼地区に位置する。鵜沼地区の里山を造成した新興住宅地であり、町域の東部と南部は鵜沼西町、西部は松が丘、南部は鵜沼羽場町、北部は八木山及び鵜沼大安寺町に接する。
地名は、各務原市の市の花であるつつじに因む。
同じ時期に開発された新興住宅地の松が丘と合わせて「八木山地区」と称する。
つつじが丘の北にある地名としての八木山は一帯が山林であり、登録住民はない。隣接する丁番のない松が丘と合わせて、岐阜県により1978年（昭和53年）に 特別緑地保全地区（八木山特別緑地保全地区）に指定されている。
道路
- 八木山通り

## 歴史
この地域の旧名は各務原市鵜沼字八木山であった。
昭和40年代、この地域で西町住宅（面積470,000m2、計画戸数1,250戸）の開発が計画される。
1972年（昭和47年）、興人により鵜沼羽場区に興人団地（後のつつじが丘団地）が開発され、1974年（昭和49年）に開発（39.4ha、計画戸数1,160戸）が完了。
1978年（昭和53年）10月24日、鵜沼のうち、つつじが丘団地をもって地名としてのつつじが丘を設置。

## 世帯数と人口
2024年（令和6年）10月1日現在の世帯数と人口は以下の通りである。
| 丁目             | 世帯数    | 人口    |
| ---------------- | --------- | ------- |
| つつじが丘一丁目 | 138世帯   | 327人   |
| つつじが丘二丁目 | 165世帯   | 381人   |
| つつじが丘三丁目 | 144世帯   | 319人   |
| つつじが丘四丁目 | 157世帯   | 326人   |
| つつじが丘五丁目 | 157世帯   | 355人   |
| つつじが丘六丁目 | 126世帯   | 277人   |
| つつじが丘七丁目 | 115世帯   | 265人   |
| つつじが丘八丁目 | 173世帯   | 384人   |
| 計               | 1,175世帯 | 2,644人 |

## 小・中学校の学区
市立小・中学校に通う場合、学区は以下の通りとなる。
| 番・番地等 | 小学校                 | 中学校               |
| ---------- | ---------------------- | -------------------- |
| 全域       | 各務原市立八木山小学校 | 各務原市立鵜沼中学校 |

## 交通
- 岐阜バス緑苑八木山線「八木山小学校前」「つつじが丘北」バス停
- 各務原市ふれあいバス東西線朝夕便、鵜沼線「八木山小学校前」「つつじが丘公園」「つつじが丘北」バス停
- チョイソコかかみがはら
- ささえあい八木山バス - 八木山地区社会福祉協議会ささえあい移送部会が運行する。地域住民のみ利用が可能。
- 町内に駅は無い。最寄りの駅は名古屋鉄道各務原線鵜沼宿駅。

## 主な施設
- 各務原市鵜沼地区体育館
- 各務原市立八木山小学校
- つつじが丘ふれあいセンター
- つつじが丘集会所
- 上池 - 農業用ため池[15]